# Grundschule Westerhüsen

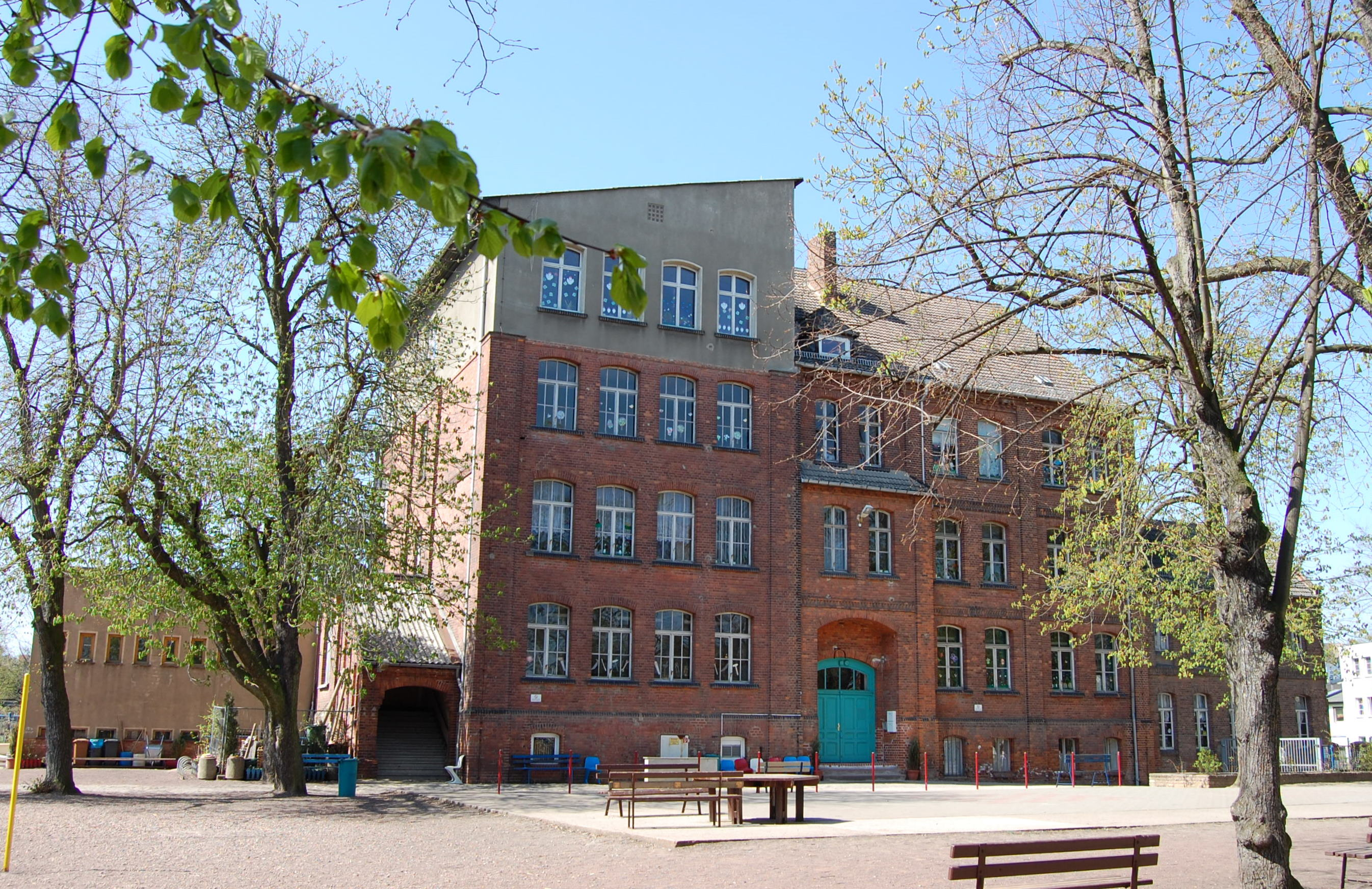
Grundschule Westerhüsen

Die Grundschule Westerhüsen ist ein denkmalgeschütztes Schulgebäude im Magdeburger Stadtteil Westerhüsen.
Das Schulgebäude befindet sich in der Zackmünder Straße Nr. 1 und dient als örtliche Grundschule.

## Ausrichtung
Die Grundschule ist Europaschule. Neben Fremdsprachenunterricht für Englisch ab der 1. Klasse in Form des Begegnungsunterrichts ist auch die Kultur anderer europäischer Länder Thema in den verschiedenen Unterrichtsfächern. Darüber hinaus bestehen Schulpartnerschaften zu anderen Europaschulen. Es werden reformpädagogische Ansätze verfolgt. Die Schule verfügt über einen großen Schulhof mit einem alten Baumbestand und ein Grünes Klassenzimmer mit Teich.

## Geschichte
Das heutige Schulgelände ist für diesen Zweck seit etwa 1860 in Nutzung. Zuvor fand der Schulunterricht im damals noch selbständigen Dorf Westerhüsen in der Nähe der Sankt-Stephanus-Kirche bzw. in der heutigen Sohlener Straße 3 oder der heutigen Kieler Straße 7 statt. Ältestes noch erhaltenes Schulgebäude Westerhüsens ist das neben dem Pfarrhaus in der Elmer Straße 3 befindliche Gebäude, welches im Kern bereits auf das Ende des 17. Jahrhunderts zurückgeht. Etwa in den 1930er Jahren wurde es vom damaligen Eigentümer August Horch umgebaut, wodurch sich seine äußere Erscheinung und insbesondere die Dachform deutlich veränderte.

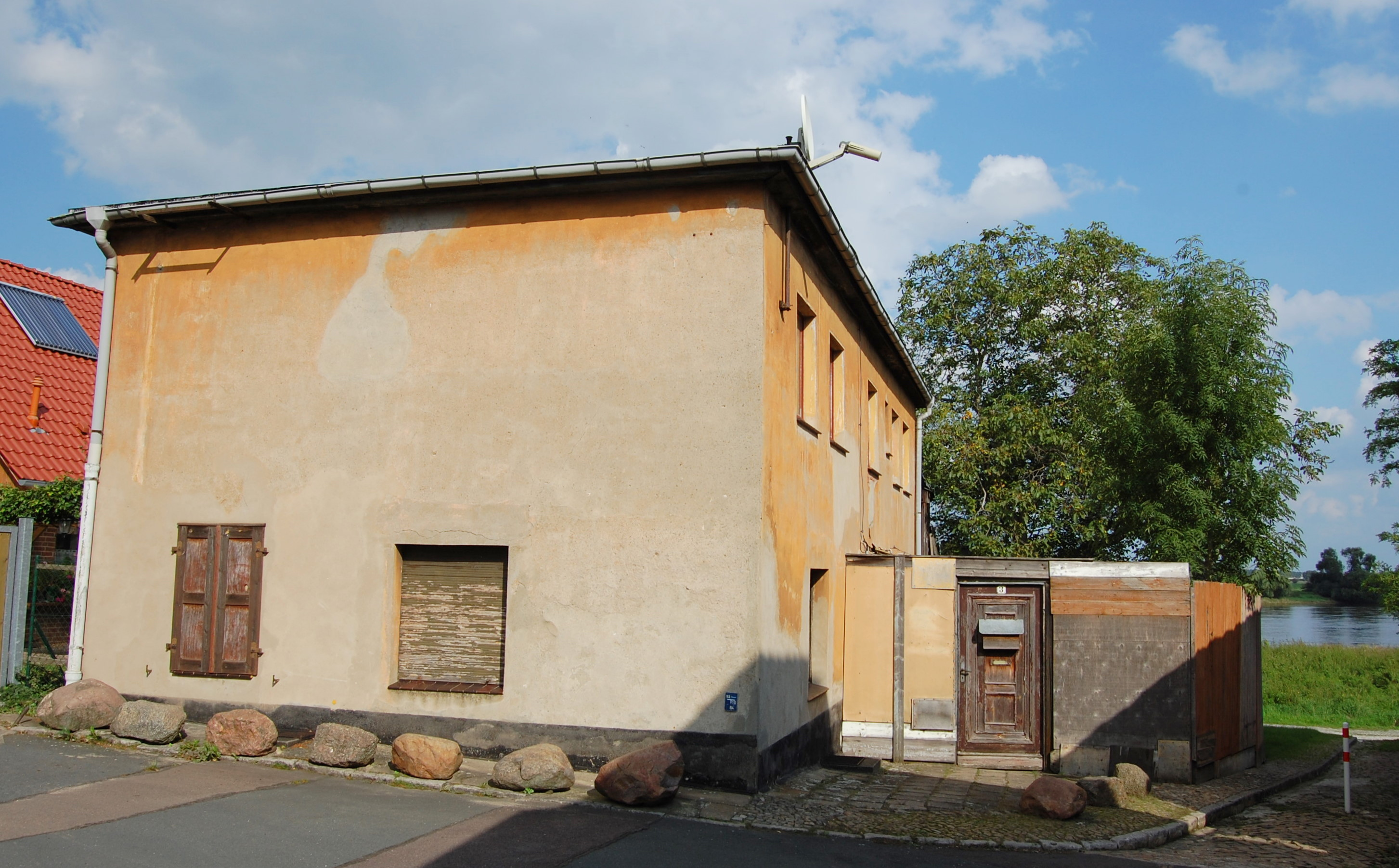
Ältestes Westerhüser Schulhaus in der Elmer Straße 3, hinten rechts die Elbe

### Erste Schule an der Kirche
Eine erste Schule wurde nach Einführung der Reformation und somit etwa ab 1553 eingerichtet. Als Schulmeister war der Pächter der Backstube tätig. Im Winter wurde daher in der warmen Backstube, etwa im Bereich des heutigen Gebäudes Alt Westerhüsen 30 gelegen, unterrichtet. Bei der Kirchenvisitation des Jahres 1564 wurde jedoch der schlechte Bildungsstand kritisiert. In der Folgezeit entstand ein erstes Schulhaus. Durch die Verwüstungen des Dreißigjährigen Kriegs bestand dann jedoch auch die Schule nicht mehr. Erst 1660 wird wieder ein Schulmeister, der aus Schönebeck (Elbe) stammende Andreas Seiffert erwähnt. Bei einem Großfeuer im Jahr 1687 wurde Westerhüsen südlich der Kirche und damit auch das Schulhaus zerstört. Der Wiederaufbau erfolgte jedoch bereits in kurzer Zeit. 30 Jahre später erwies sich die Schule schon als deutlich zu klein, so dass der Lehrer Philipp Meisen 1718 erfolgreich auf eine Instandsetzung und Erweiterung drängte. Die Kosten der Baumaßnahmen beliefen sich auf 129 Taler. Pläne für einen Neubau wurden aus Kostengründen nicht umgesetzt. Die Grundmauern einer zur Schule gehörenden Scheune waren durch Hochwasser der Elbe unterspült und baufällig. Die Steintreppe der unweit der Elbe stehenden Schule waren bei Frühjahrshochwasser durch Eisschollen blockiert. Die Schulklasse umfasste 150 Kinder. Im Schulgebäude befand sich auch die beengte Wohnung des Lehrers. Zuletzt wohnte dort der Lehrer Peter Gottlieb Friedrich Witte mit seiner Frau und sieben eigenen Kindern.
Nach der von 1806 bis 1813 andauernden Zeit der französischen Besatzung und damit bestehenden Zugehörigkeit Westerhüsens zum Königreich Westphalen huldigte der Schullehrer, wie auch der Pfarrer, am 18. Januar 1814 durch eine Unterschrift wieder dem König von Preußen.

### Neubau in der Sohlener Straße

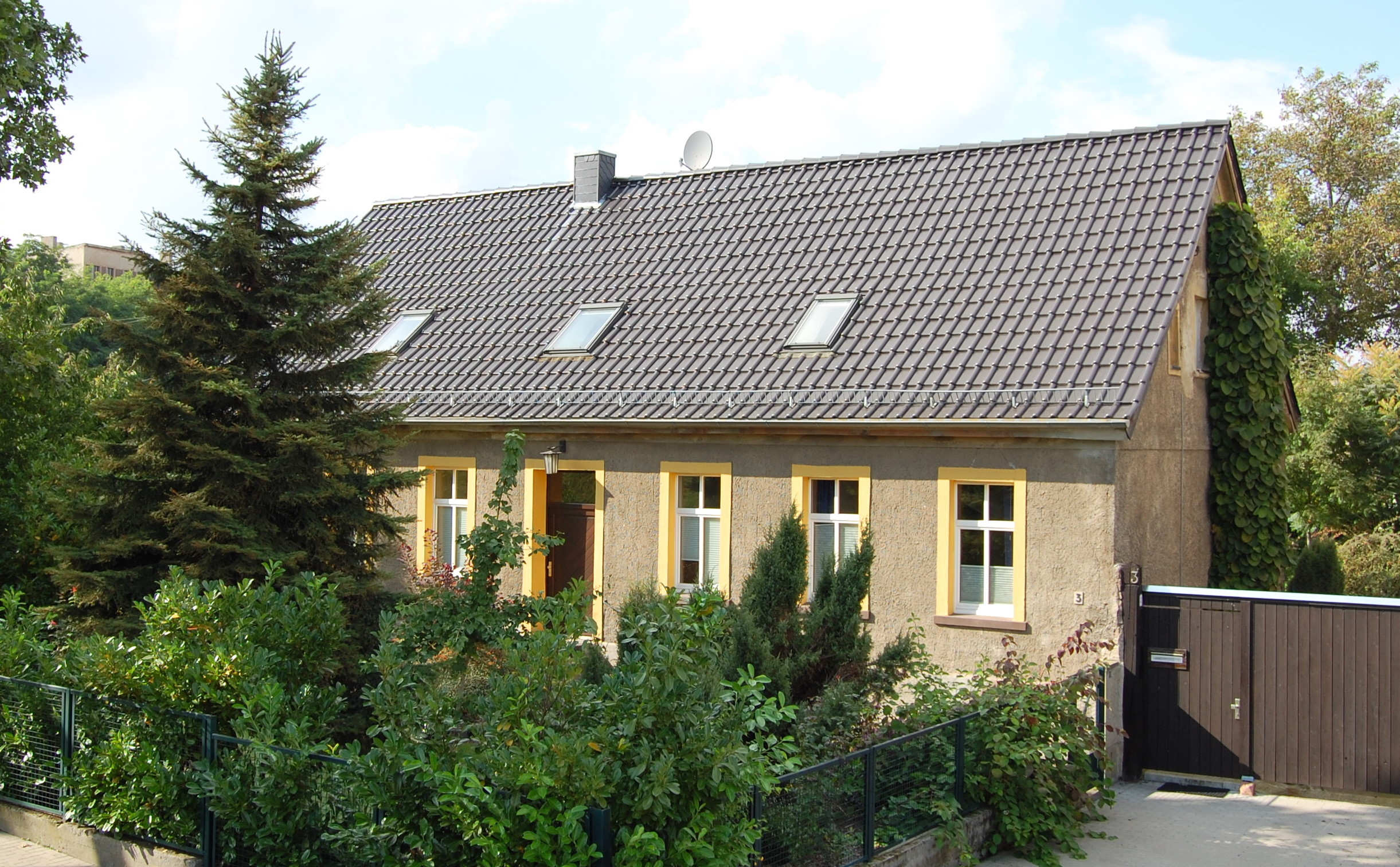
Ehemaliges Schulhaus in der Sohlener Straße 3

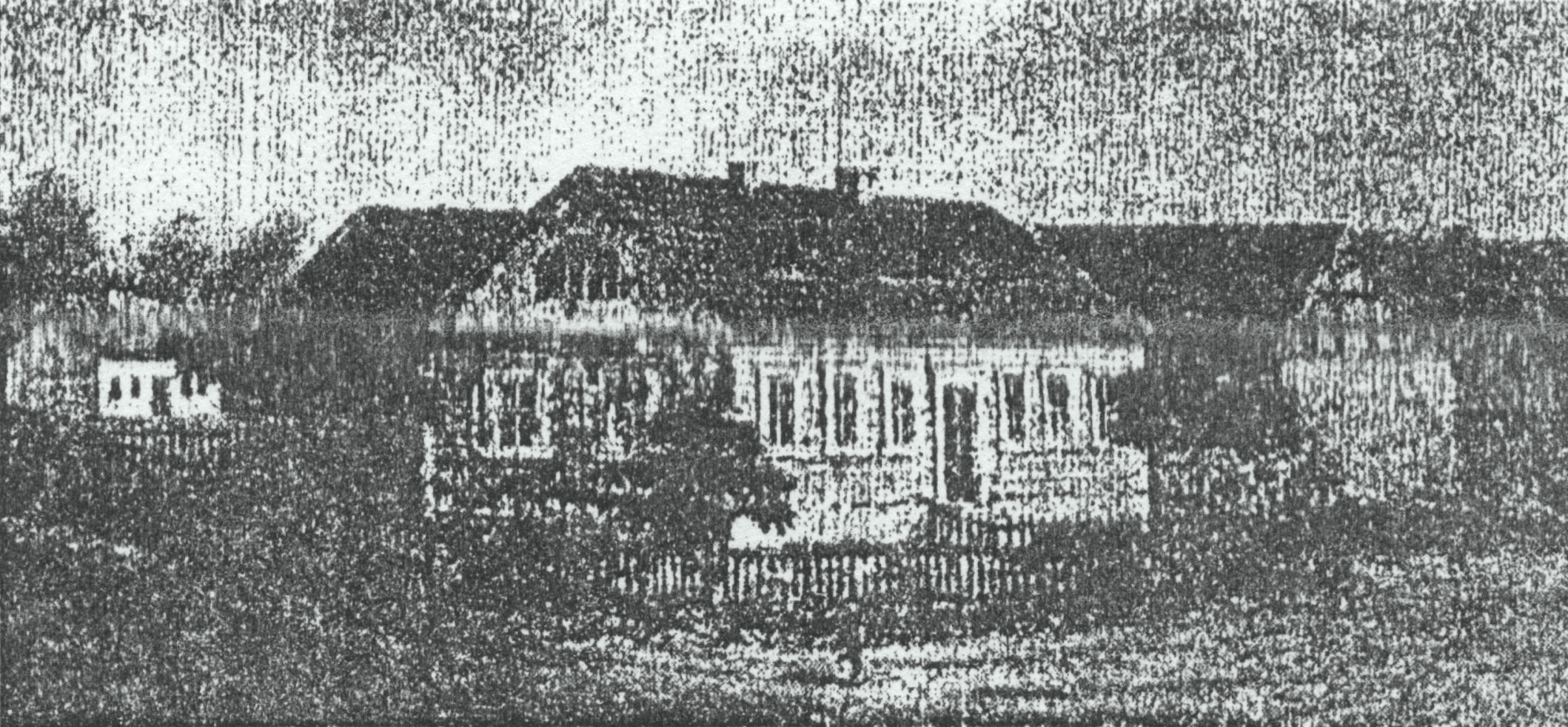
Das Schulhaus auf einer Reproduktion eines Ölbilds etwa aus den 1850er Jahren; bemerkenswert: das runde Fenster im Westgiebel und die Dachaugen – beides ist heute nicht mehr vorhanden; der Weg zur heutigen Bahnstraße war noch ungepflastert, rechts des Schulhauses steht noch die alte Strohscheune des Richterschen Hofes

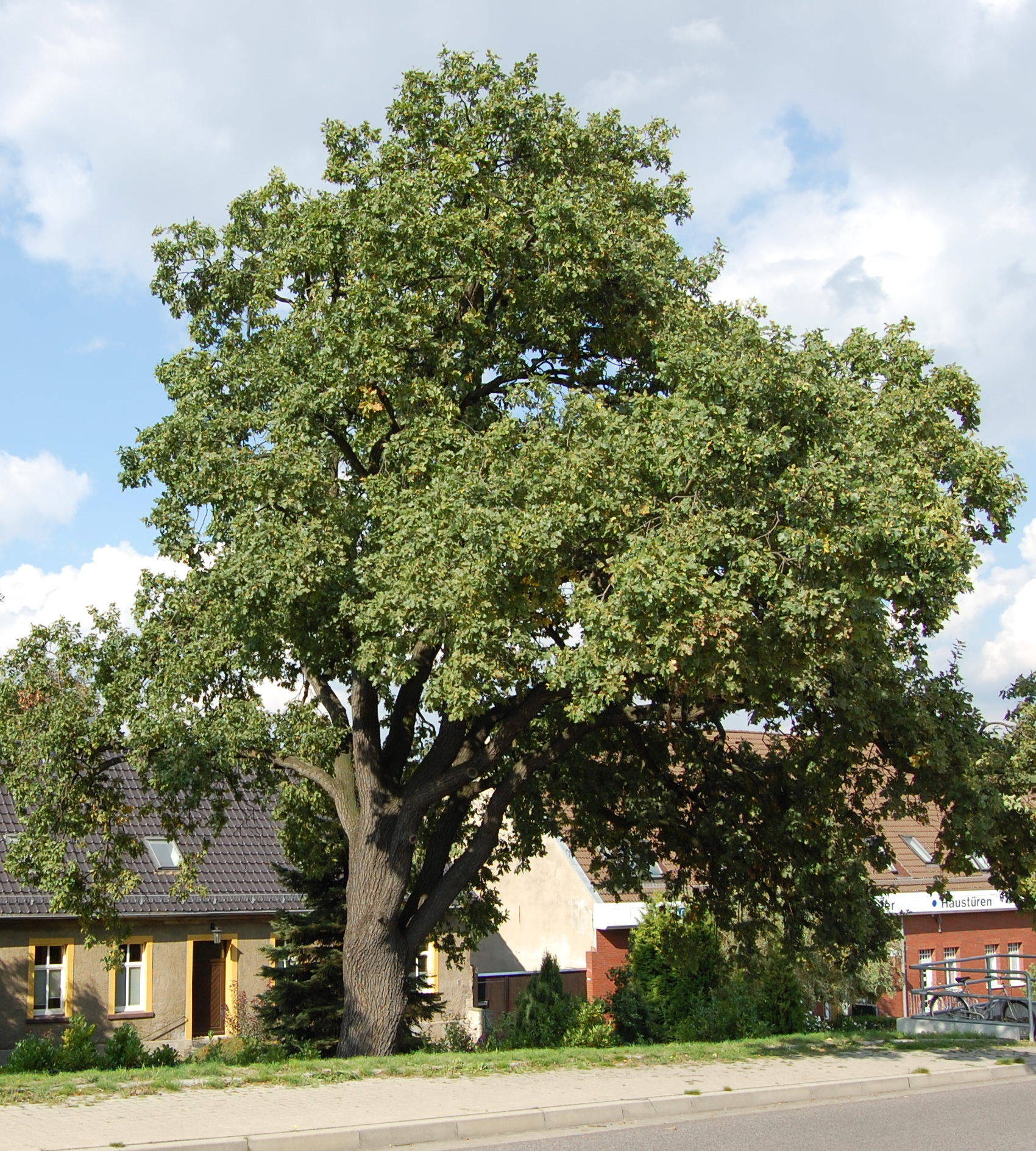
1863 gepflanzte Eiche vor der Sohlener Straße 3

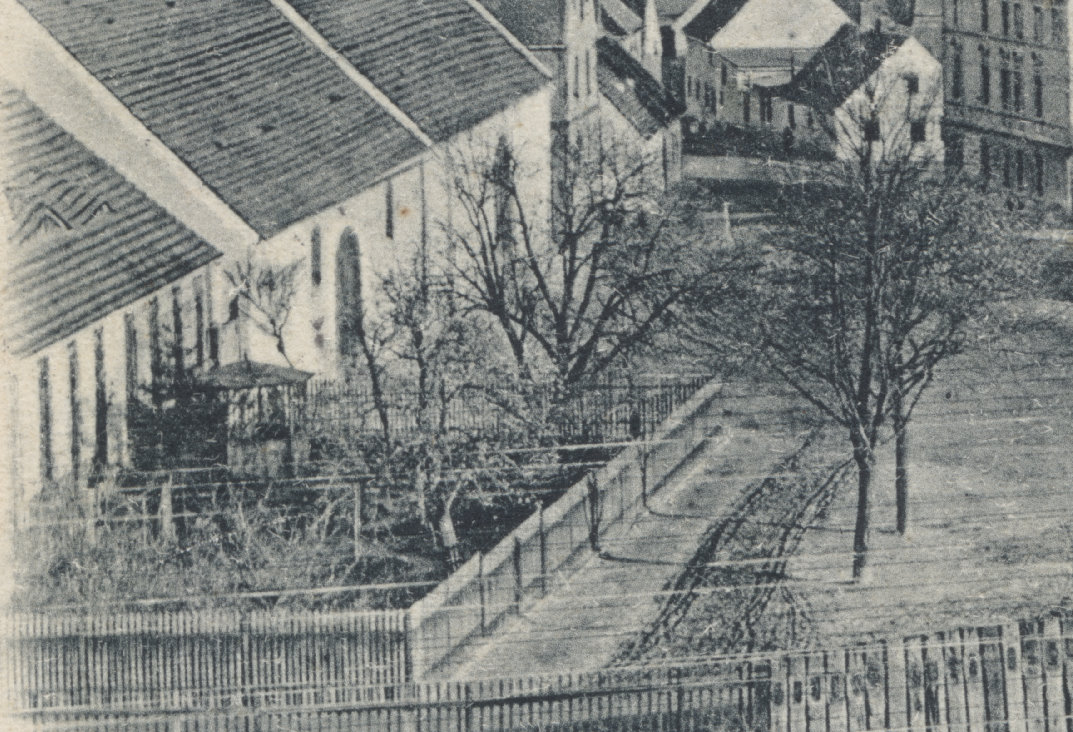
Links altes Schulgebäude Sohlener Straße 3 mit Eichen, Aufnahme vor 1902; die Dachaugen sind noch vorhanden, die Strohscheune des Richterschen Hofes ist verschwunden

Die Gemeinde plante eine Erweiterung des Schulhauses nach Westen in Richtung Pfarrhaus. Der die Angelegenheit prüfende Bauinspektor Nünnecke hielt in seinem Bericht vom 27. Februar 1822 das Vorhaben jedoch auf Grund des Alters des Schulgebäudes für nicht durchführbar. Auch die Idee die Schule westlich der Kirche, an der Stelle des heutigen Pfarrsaals zu bauen, setzte sich nicht durch. Das Grundstück erschien zu klein, außerdem hätten die dort damals befindlichen Erbbegräbnisstätten entfernt werden müssen, wogegen sich die Bauern wandten. Man entschloss sich daher auf der Schaftrift am Mühlenwege, der heutigen Sohlener Straße 3, ein neues Schulhaus zu bauen. Der Mühlenweg bog hinter einem Richterschen Garten nach Norden von der Sohlener Straße ab und führte quer über das heutige Eisenbahngelände zu einer in der Holsteiner Straße stehenden Mühle. Der Plan wurde kritisiert, da der Standort zu weit außerhalb des Ortes lag und es dort darüber hinaus zu kalt sei. Da sich jedoch kein besserer Bauplatz fand, wurde das Bauvorhaben umgesetzt. Zur Vergrößerung des Grundstücks wurde von Ackermann Richter am 6. Juni 1828 für 25 Taler noch eine Fläche von 1/3 Morgen hinzugekauft.
Das alte Schulhaus wurde für 336 Taler, der Taxwert hatte 465 Taler betragen, an den Leineweber Martin Peters versteigert. Diese 336 Taler und weitere 400 wurden von der Gemeinde Westerhüsen für den Schulbau zur Verfügung gestellt. Der Staat beteiligte sich mit weiteren 1270 Talern. Die Bauausführung oblag dem Salbker Zimmermeister Schrader, der die Kosten in einem Angebot mit 2386 Talern beziffert hatte. Das Gebäude in der Sohlener Straße 3 wurde am 10. September 1829 eingeweiht und stand damals tatsächlich außerhalb des Dorfes. Aufgrund der vermeintlich großen Entfernung zwischen Kirche und neuer Schule beantragte Kantor Witte einen Zuschuss von fünf Talern jährlich als Ausgleich für die stärkere Abnutzung seiner Schuhe, der ihm auch gewährt wurde. Nach heutigem Verständnis liegen beide Gebäude im Ortskern. Kantor Witte lebte bis zu seiner Pensionierung 1853 im Haus. Das Gebäude verfügte in dieser Zeit über Gesimse über Fenster und Türen. Auffällig war ein rundes Fenster am westlichen Giebel. Auf dem Dach befanden sich drei Dachaugen. 1851 wurde für die Schule eine zweite Stelle eingerichtet.
Am 17. März 1863 wurden vor dem Gebäude Sohlener Straße 3, welches zu diesem Zeitpunkt noch als Kantorat genutzt wurden, anlässlich der Feierlichkeiten zum 50. Jahrestag des Beginns der Befreiungskriege gegen Napoleon durch den Aufruf des Königs An Mein Volk und die preußische Kriegserklärung an Frankreich, zwei Eichen und eine Linde gepflanzt. Die Pflanzung der drei Bäume erfolgte zu Ehren König Friedrich Wilhelm III. und dessen Hauptgeneräle. Von diesen drei Bäumen hat sich eine Eiche bis heute (Stand 2011) erhalten.

### Zwischenlösung Kieler Straße
Auch das neue Schulhaus erwies sich jedoch als zu klein. 1848 zählte Westerhüsen 217 Schulkinder. 17 Kinder gingen auf eine neu gegründete Privatschule, die anderen 200 wurden von Kantor Witte unterrichtet. Beschlüsse einen zweiten Lehrer einzustellen und einen zweiten Schulraum zu schaffen, wurden zunächst nicht umgesetzt. Der Plan die Schule aufzustocken wurde aus Kostengründen, Zimmermeister Schrader veranschlagte Kosten in Höhe von 1400 Talern, nicht weiter verfolgt. Die Idee die Kantoratsscheune zum Schulgebäude auszubauen, scheiterte am Widerstand von Kirchengemeinde und Kantor. Letztlich erwarb man dann für 3000 Taler vom Steuerkontrolleur Voigt ein Anwesen in der Nähe der Fähre Westerhüsen, die heutige Kieler Straße 7. Die Einweihung dieses Schulgebäudes fand zum Reformationsfest 1852 statt. Überliefert ist, dass Bäckermeister Müller 1854 eine große schwarze Wandtafel für die „erste Schule“ spendete. Das Gebäude wurde als Schule bereits kurze Zeit später durch den ersten Neubau an der heutigen Zackmünder Straße abgelöst und dann später am 5. November 1902 an den Unternehmer Gerloff verkauft. Das Gebäude Sohlener Straße 3 war noch bis 1915 als Kantorat in Benutzung. Der Lehrer und Kantor Finke wohnte dort dann noch bis zum 1. Oktober 1917.

### Schule in der Zackmünder Straße

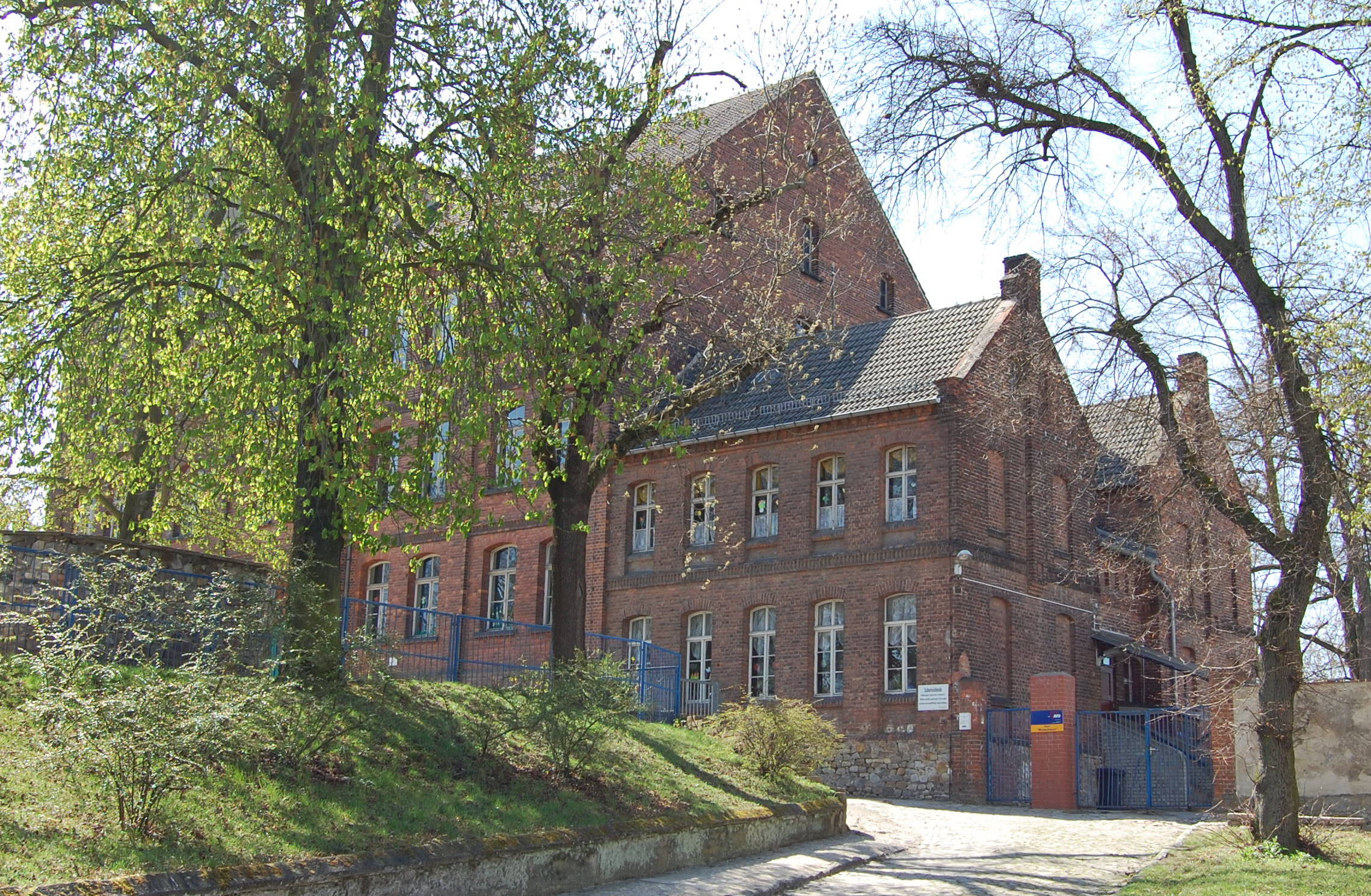
Blick von der Zackmünder Straße, rechts das 1885 erbaute rote Schulhaus

Bereits 1860 wurde eine neue Schule in der heutigen Zackmünder Straße errichtet, die bereits 1878 nach Norden erweitert wurde. Dieses verputzte Gebäude wurden Anfang des 21. Jahrhunderts abgerissen. Die westliche Hauswand ist zum Teil erhalten geblieben und wird als Grundstückseinfriedung genutzt. Das heute noch bestehende, in Unterscheidung zum Altbau als das „rote Schulhaus“ bezeichnete Gebäude entstand 1885, unmittelbar neben dem Altbau. Der aus roten Ziegeln errichtete Neubau verfügte im Erdgeschoss über zwei Klassenzimmer. Dieses Schulgebäude ist auch noch heute als Teil der Schule in Benutzung und damit das älteste noch als Schule betriebene Schulgebäude der Stadt Magdeburg. Im Ober- und Dachgeschoss waren zwei kleine Wohnungen untergebracht. Mit der Wandlung Westerhüsens vom Bauerndorf zum Industriestandort wuchs die Einwohnerzahl schnell, so dass 1902 eine erhebliche Erweiterung der Schule erforderlich wurde. Das Gebäude von 1885 wurde so erweitert, dass vier Klassenräume Platz hatten. Im gleichen Jahr wurde an die Südseite ein größeres dreistöckiges Schulhaus angebaut. Die Fassade des auch aus roten Ziegeln gebauten Schulhauses verfügt über sechs Fensterachsen. Über dem Eingang befindet sich ein zweistöckiger Erker. Im Inneren bot dieser Neubau Platz für sechs Klassen. Seit dem Jahr 1902 besteht auch der noch heute genutzte Schulhof.
Strittig war im Schulalltag die Frage, ob Kinder aus freireligiösen Familien, trotzdem den Religionsunterricht an der Schule besuchen müssen. 1895 soll der Schulinspektor, wohl der Westerhüser Pfarrer Adolf Hermes, zwei entsprechende Kinder aufgefordert haben, den Religionsunterricht zu besuchen. Als eines der Kinder widersprach, soll es geschlagen worden sein. Die Eltern leiteten eine Beschwerde gegen das Verhalten ein.
Bereits im Jahr 1912, Westerhüsen war 1910 nach Magdeburg eingemeindet worden, fügte man einen weiteren Anbau an. An der Südseite des Baus von 1902 entstand ein diesmal vierstöckiges Haus, wiederum aus roten Ziegeln errichtet. Der über vier Fensterachsen verfügende Neubau wendet dem östlich davor gelegenen Schulhof nicht seine Traufseite, sondern die Giebelseite zu. Bedacht wurde dieser letzte Bauabschnitt mit einem Mansarddach, während die ersten beiden Bauabschnitte mit Satteldächern gedeckt sind. An der Südseite befindet sich eine überdachte Treppe. Der Anbau bot Platz für weitere sieben Klassen und die Schulaula. Das gesamte Gebäude weist durch seine Baugeschichte eine von Norden nach Süden ansteigende Stufenform auf.
Die schlichten Fassaden sind durch Lisenen gegliedert und verfügen über Zahnschnittfriese. Die Fenster sind als Segmentbogenfenster ausgeführt.
Südlich des Schulgebäudes entstand ein Toilettenanbau, der ebenfalls in Klinkerbauweise errichtet wurde und von dem heute jedoch nur noch Fundamentreste erkennbar sind. Zwischen diesem Toilettentrakt und der Schule wurde ein Turnplatz mit Barren, Reckstange sowie Sprossenwänden samt schrägen, einstellbaren Leitern eingerichtet. Es gab auch bereits einen Schulhort, der im 1860 errichteten Haus betrieben wurde. Dort befand sich auch die Wohnung des Schuldirektors. Der Hausmeister wohnte im Keller des roten Schulhauses von 1885. Die Schule wurde als Westerhüsener Volksschule betrieben.
Der Erste Weltkrieg von 1914 bis 1918 wirkte sich auch auf den Schulbetrieb aus, da mehrere Lehrer zum Kriegsdienst eingezogen worden, selbst der Schulrektor Otto Diekmann hatte 14 Monate Garnisonsdienst in Köln zu leisten. Als sein Vertreter war der Lehrer Gustav Goedecke tätig, der auch auf dem Schulgelände wohnte. Die Kinder mussten Sammlungen durchführen. So wurden Sammlungen für Wolle, Gummi, Metall, Gold und Papier durchgeführt. Es wurden auch 20 Zentner Pflaumenkerne und 320 Zentner Laub, zur Verwendung als Pferdefutter eingesammelt. Im Winterhalbjahr 1917/18 wurde der Schulbetrieb, wohl insbesondere der knappen Heizmittel wegen, in die Salbker Schule verlegt. Aufgrund des längeren Schulweges ließen viele Eltern ihre Kinder, mit verweis auf ungenügendes Schuhwerk zu hause. Rektor Diekmann klagte darüber, dass Kinder auch wegen nichtigster Gründe nicht zur Schule geschickt wurden. Die Unregelmäßigkeit des Unterrichts nahm im Laufe des Ersten Weltkriegs aus verschiedenen Gründen erhebliche Ausmaße an. Rektor Diekmann beklagte einen starken Rückgang der Leistungen. Obwohl die Anforderungen deutlich gesenkt wurden, schätzte er das Versetzungsergebnis als betrüblich ein.
Um 1915 wurde dann die Trennung von Kirche und Staat im Westerhüser Schulwesen durchgeführt. Die bis dahin bestehende Verantwortlichkeit der Kirche für den Unterricht entfiel. Das Kantoratsgrundstück sowie neun Morgen Acker fielen an die Stadt. Weitere zwölf Morgen Kantoratsacker und zwei Morgen Kantoratswiese blieben bei der Kirche.
Von 1909 bis 1917 war der später als Präsident des Handballverbandes der DDR bekannt gewordene Hermann Milius Schüler an der Volksschule Westerhüsen. 1923 wurde die Schule von einer Volksschule zu einer reformorientierten Sammelschule umgewandelt, in der es keinen Religionsunterricht mehr gab. In diesem Zusammenhang wurde der bisherige Rektor Otto Dieckmann, der in der Sohlener Straße 128 lebte, am 28. April 1923 an die evangelische Volksschule Salbke versetzt. Dieckmann galt als national-konservativ und passte insofern nicht zur neuen inhaltlichen Ausrichtung der Schule. Von Rektor Dieckmann ist überliefert, dass er, auf Verlangen des sozialdemokratischen Kreisschulrats, aus einer von ihm erarbeiteten Schulchronik 26 Seiten herausschneiden musste, da er seine politische Gesinnung dort stark eingebracht hatte. Mit der Machtübernahme durch die Nationalsozialisten wurden jedoch alle sieben in Magdeburg entstandenen Reformschulen, darunter auch die Westerhüsener, wieder umgewandelt, so dass die Zeit als Reformschule am 2. Juni 1933 endete. Die Schule wurde als 29. Gemeindeschule geführt. Rektor war Bruno Haake, der in Alt Westerhüsen 141 lebte.
Auch während des Zweiten Weltkrieges lief der Schulbetrieb, wohl bis auf das letzte Kriegsjahr, weiter. Die Schule war zweizügig mit acht Klassen belegt, wobei in jeder der somit bestehenden 16 Klassen fast 40 Schüler unterrichtet wurden. Im alten Schulgebäude Sohlener Straße 3 waren ausländische Zwangsarbeiter untergebracht, die in landwirtschaftlichen Betrieben Westerhüsens arbeiten mussten. Nach Ende des Krieges wurden auch in Westerhüsen Neulehrer eingesetzt, zum Teil blieben jedoch auch die Lehrer aus der Zeit des Nationalsozialismus tätig.
In der Zeit der DDR wurde nach Schäden am Schuldach das Mansarddach zu einem einfacheren Pultdach umgestaltet. Die Schule wurde als Grundschule betrieben, wobei auch weiterhin bis zur 8. Klasse unterrichtet wurde. Zuständige Mittelschule, an die Schüler zur Erlangung der Mittleren Reife in der 9. und 10. Klasse gingen, war die Mittelschule Salbke. 1960 wurde die Schule in eine zehnklassige Polytechnische Oberschule umgewandelt. Ab 1962 erfolgte die Beheizung durch eine Fernwärmeleitung. Der Sportunterricht fand im Saal einer ehemaligen Gaststätte in Alt Westerhüsen 13 statt. Der Saal trug den Spitznamen Dreckje Emmer. Als Sportplatz diente der Sportplatz Tonschacht etwas westlich der Schule, auf der anderen Seite der Bahnlinie, der nach dem Zweiten Weltkrieg an der Stelle des Zwangsarbeiterlager Diana entstanden war. Für Pionier-, FDJ- und Sportehrungen nutzte die Schule die Gedenkstätte auf dem heutigen Feld der Vereinten Nationen. In den 1970er Jahren wurde ein Patenschaftsvertrag mit dem weiter nördlich gelegenen Chemiewerk Fahlberg-List geschlossen. Den Klassen der Schule waren Patenbrigaden des Betriebes zugeordnet. Bereits zuvor hatte es eine Zusammenarbeit gegeben. So wurde 1964 gemeinsam mit der Lemsdorfer Schule im Auftrag von Fahlberg-List die Wirksamkeit chemischer Unkrautbekämpfung untersucht. Auf Parzellen wurde das Präparat Elbanil ausgebracht und die Wirkung beobachtet. Die Schulsportgemeinschaft der Schule wurde von Mitgliedern der zum Fahlberg-List gehörenden Betriebssportgemeinschaft Chemie unterstützt. Gemeinsam mit Sportlehrer Jürgen Brandt wurden so 1965 in der Schulsportgemeinschaft die Sektionen Leichtathletik, Volleyball, Schach und Schießen betrieben. 1984 wurde von Fahlberg-List und dem Reichsbahnausbesserungswerk Salbke ein gemeinsames polytechnisches Zentrum eingerichtet, in der der Polytechnische Unterricht für die Salbker und Westerhüser Oberschule durchgeführt wurde.
Ende der 1970er Jahre erhielt die Schule den Namen des russischen Schriftstellers und Autors von Timur und sein Trupp, Arkadi Gaidar. Die Pionierfreundschaft der Schule trug den Namen der sowjetischen Partisanin Soja Kosmodemjanskaja. 1974 berichtete das in Berlin erscheinende Neue Deutschland über eine Kontaktaufnahme der Pionierfreundschaft in die Sowjetunion.
Nach dem Ende der DDR wurde die Schule in eine Grundschule umgewandelt und zweizügig bis zur 4. Klasse unterrichtet. Später wurde auf Einzügigkeit umgestellt. Seit April 1997 ist die Grundschule Europaschule.
In der Magdeburger Kommunalpolitik wurde seit den 1990er Jahren immer wieder diskutiert, ob der Schulstandort Westerhüsen erhalten bleiben und das Schulgebäude saniert werden soll. Ein Vorschlag der Stadtverwaltung zur Schließung und Überführung zur Grundschule Salbke wurde 2004 vom Stadtrat abgelehnt. Da ein dauerhafter Weiterbetrieb jedoch nicht gesichert war, unterblieben Sanierungsmaßnahmen mit der Folge eines Reparatur- und Sanierungsstaus. Nach einer intensiv geführten Diskussion kündigte die Stadtverwaltung im April 2011 an, dem Stadtrat nunmehr einen Vorschlag für den Erhalt der Grundschule und eine bedarfsgerechten Sanierung als ein- bis zweizügige Grundschule zu unterbreiten.
2010/2011 fand auch der Schulbetrieb der zu der Zeit in Sanierung befindlichen Grundschule Salbke hier statt. Die Salbker Schüler zogen dann im Februar 2011 wieder in ihr Schulgebäude um. Im Schuljahr 2010/2011, am 2. Juli 2011 beging die Schule in Anwesenheit des Oberbürgermeisters Lutz Trümper das 150-jährige Jubiläum des Standortes Zackmünder Straße mit einem Schulfest. Im Dezember 2012 begann der Austausch der dringend erneuerungsbedürftigen Fenster, der im Februar 2013 abgeschlossen war.
Zur Haushaltsberatung 2014 initiierte die bündnisgrüne Ratsfraktion einen interfraktionellen Antrag vom 20. November 2013, an dem sich CDU, FDP, SPD und Bündnis 90/Die Grünen beteiligten, mit dem Ziel, zur Sanierung des Sanitärtraktes der Schule 40.000 € in den Haushalt einzustellen. Der Antrag wurde dann durch einen Änderungsantrag des Finanzausschusses vom 26. November 2013 dahingehend geändert, dass die Stadtverwaltung spätestens bis zum 30. Juni 2014 die Erforderlichkeit der Sanierung zu überprüfen und einen Kostenrahmen vorzulegen hat.
Am 31. März 2014 besuchte anlässlich des EU-Schulprojekttages der Ministerpräsident Sachsen-Anhalts, Reiner Haseloff, in Begleitung der Landtagsabgeordneten Dieter Steinecke und Olaf Meister die Grundschule Westerhüsen.